# GT Challenge at VIR 2024
Navigation
Édition précédente Édition suivante
Le GT Challenge at VIR 2024 (officiellement appelé 2024 Michelin GT Challenge at VIR) a été une course de voitures de sport organisée sur le Virginia International Raceway à Alton en Virginie, aux États-Unis qui s'est déroulée du 22 août 2024 au 24 août 2024. Il s'agissait de la neuvième manche du championnat WeatherTech SportsCar Championship 2024 et seules les catégories GTD Pro et GTD de voitures du championnat ont participé à la course.

## Course

### Classement de la course
Voici le classement officiel au terme de la course.
- Les vainqueurs de chaque catégorie sont signalés par un fond jauni.

| Pos     | Classe  | no  | Écurie                                       | Pilotes                                 | Châssis                                 | Tours | Temps               |
| Pos     | Classe  | no  | Écurie                                       | Pilotes                                 | Moteur                                  | Tours | Temps               |
| ------- | ------- | --- | -------------------------------------------- | --------------------------------------- | --------------------------------------- | ----- | ------------------- |
| 1       | GTD Pro | 1   | Paul Miller Racing                           | Bryan Sellers Madison Snow              | BMW M4 GT3                              | 86    | 2 h 40 min 49 s 112 |
| 1       | GTD Pro | 1   | Paul Miller Racing                           | Bryan Sellers Madison Snow              | BMW S58B30T0 3,0 L i6 M TwinPower Turbo | 86    | 2 h 40 min 49 s 112 |
| 2       | GTD Pro | 64  | Ford Multimatic Motorsports                  | Mike Rockenfeller Harry Tincknell       | Ford Mustang GT3                        | 86    | + 3 s 368           |
| 2       | GTD Pro | 64  | Ford Multimatic Motorsports                  | Mike Rockenfeller Harry Tincknell       | Ford Coyote 5,4 L V8 Atmo               | 86    | + 3 s 368           |
| 3       | GTD Pro | 23  | Heart of Racing Team                         | Ross Gunn (en) Alex Riberas             | Aston Martin Vantage AMR GT3 Evo        | 86    | + 4 s 199           |
| 3       | GTD Pro | 23  | Heart of Racing Team                         | Ross Gunn (en) Alex Riberas             | Aston Martin M177 4,0 L V8 Turbo        | 86    | + 4 s 199           |
| 4       | GTD Pro | 65  | Ford Multimatic Motorsports                  | Joey Hand Dirk Müller                   | Ford Mustang GT3                        | 86    | + 11 s 688          |
| 4       | GTD Pro | 65  | Ford Multimatic Motorsports                  | Joey Hand Dirk Müller                   | Ford Coyote 5,4 L V8 Atmo               | 86    | + 11 s 688          |
| 5       | GTD     | 32  | Korthoff Preston Motorsports                 | Mikaël Grenier Kenton Koch (en)         | Mercedes-AMG GT3 Evo                    | 86    | + 16 s 103          |
| 5       | GTD     | 32  | Korthoff Preston Motorsports                 | Mikaël Grenier Kenton Koch (en)         | Mercedes-Benz M159 6,2 L V8 Atmo        | 86    | + 16 s 103          |
| 6       | GTD Pro | 9   | Pfaff Motorsports                            | Oliver Jarvis Marvin Kirchhöfer         | McLaren 720S GT3 Evo                    | 86    | + 16 s 404          |
| 6       | GTD Pro | 9   | Pfaff Motorsports                            | Oliver Jarvis Marvin Kirchhöfer         | McLaren M840T 4,0 l V8 Twin-Turbo       | 86    | + 16 s 404          |
| 7       | GTD Pro | 14  | Vasser Sullivan                              | Ben Barnicoat Jack Hawksworth           | Lexus RC F GT3                          | 86    | + 18 s 620          |
| 7       | GTD Pro | 14  | Vasser Sullivan                              | Ben Barnicoat Jack Hawksworth           | Toyota 2UR-GSE 5,0 L V8 Atmo            | 86    | + 18 s 620          |
| 8       | GTD     | 78  | Forte Racing (en)                            | Misha Goikhberg Loris Spinelli (pl)     | Lamborghini Huracán GT3 Evo 2           | 86    | + 19 s 086          |
| 8       | GTD     | 78  | Forte Racing (en)                            | Misha Goikhberg Loris Spinelli (pl)     | Lamborghini DGF 5,2 L V10 Atmo          | 86    | + 19 s 086          |
| 9       | GTD Pro | 77  | AO Racing                                    | Klaus Bachler Laurin Heinrich (en)      | Porsche 911 GT3 R                       | 86    | + 19 s 754          |
| 9       | GTD Pro | 77  | AO Racing                                    | Klaus Bachler Laurin Heinrich (en)      | Porsche M97/80 4,2 L Flat Six Atmo      | 86    | + 19 s 754          |
| 10      | GTD     | 57  | Winward Racing                               | Philip Ellis (en) Russell Ward (en)     | Mercedes-AMG GT3 Evo                    | 86    | + 20 s 017          |
| 10      | GTD     | 57  | Winward Racing                               | Philip Ellis (en) Russell Ward (en)     | Mercedes-Benz M159 6,2 L V8 Atmo        | 86    | + 20 s 017          |
| 11      | GTD     | 96  | Turner Motorsport                            | Robby Foley Patrick Gallagher (en)      | BMW M4 GT3                              | 86    | + 20 s 311          |
| 11      | GTD     | 96  | Turner Motorsport                            | Robby Foley Patrick Gallagher (en)      | BMW S58B30T0 3,0 L i6 M TwinPower Turbo | 86    | + 20 s 311          |
| 12      | GTD Pro | 4   | Corvette Racing par Pratt Miller Motorsports | Nicky Catsburg Tommy Milner             | Corvette Z06 GT3.R                      | 86    | + 22 s 410          |
| 12      | GTD Pro | 4   | Corvette Racing par Pratt Miller Motorsports | Nicky Catsburg Tommy Milner             | Chevrolet LT6 5,5 L V8 Atmo             | 86    | + 22 s 410          |
| 13      | GTD     | 34  | Conquest Racing                              | Albert Costa Manny Franco               | Ferrari 296 GT3                         | 86    | + 24 s 110          |
| 13      | GTD     | 34  | Conquest Racing                              | Albert Costa Manny Franco               | Ferrari F163 3,0 L V6 Turbo             | 86    | + 24 s 110          |
| 14      | GTD     | 13  | AWA                                          | Matt Bell Orey Fidani (en)              | Corvette Z06 GT3.R                      | 86    | + 24 s 433          |
| 14      | GTD     | 13  | AWA                                          | Matt Bell Orey Fidani (en)              | Chevrolet LT6 5,5 L V8 Atmo             | 86    | + 24 s 433          |
| 15      | GTD     | 55  | Proton Competition                           | Giammarco Levorato Corey Lewis          | Ford Mustang GT3                        | 86    | + 27 s 346          |
| 15      | GTD     | 55  | Proton Competition                           | Giammarco Levorato Corey Lewis          | Ford Coyote 5,4 L V8 Atmo               | 86    | + 27 s 346          |
| 16      | GTD     | 120 | Wright Motorsports                           | Adam Adelson Elliott Skeer              | Porsche 911 GT3 R                       | 86    | + 28 s 220          |
| 16      | GTD     | 120 | Wright Motorsports                           | Adam Adelson Elliott Skeer              | Porsche M97/80 4,2 L Flat Six Atmo      | 86    | + 28 s 220          |
| 17      | GTD     | 12  | Vasser Sullivan                              | Frankie Montecalvo Parker Thompson (en) | Lexus RC F GT3                          | 86    | + 57 s 555          |
| 17      | GTD     | 12  | Vasser Sullivan                              | Frankie Montecalvo Parker Thompson (en) | Toyota 2UR-GSE 5,0 L V8 Atmo            | 86    | + 57 s 555          |
| 18      | GTD     | 86  | MDK Motorsports                              | Anders Fjordbach Kerong Li              | Porsche 911 GT3 R                       | 85    | + 1 Tour            |
| 18      | GTD     | 86  | MDK Motorsports                              | Anders Fjordbach Kerong Li              | Porsche M97/80 4,2 L Flat Six Atmo      | 85    | + 1 Tour            |
| 19      | GTD     | 45  | Wayne Taylor Racing avec Andretti            | Danny Formal Kyle Marcelli (en)         | Lamborghini Huracán GT3 Evo 2           | 85    | + 1 Tour            |
| 19      | GTD     | 45  | Wayne Taylor Racing avec Andretti            | Danny Formal Kyle Marcelli (en)         | Lamborghini DGF 5,2 L V10 Atmo          | 85    | + 1 Tour            |
| 20      | GTD     | 66  | Gradient Racing                              | Stevan McAleer (en) Sheena Monk (en)    | Acura NSX GT3 Evo22                     | 72    | + 14 Tours          |
| 20      | GTD     | 66  | Gradient Racing                              | Stevan McAleer (en) Sheena Monk (en)    | Acura JNC1 3,5 L V6 Turbo               | 72    | + 14 Tours          |
| 21 Abd. | GTD     | 70  | Inception Racing                             | Brendan Iribe Frederik Schandorff       | McLaren 720S GT3 Evo                    | 68    | Moteur              |
| 21 Abd. | GTD     | 70  | Inception Racing                             | Brendan Iribe Frederik Schandorff       | McLaren M840T 4,0 l V8 Twin-Turbo       | 68    | Moteur              |
| 22      | GTD     | 27  | Heart of Racing Team                         | Roman De Angelis (en) Zacharie Robichon | Aston Martin Vantage AMR GT3 Evo        | 86    | + 17.000            |
| 22      | GTD     | 27  | Heart of Racing Team                         | Roman De Angelis (en) Zacharie Robichon | Aston Martin M177 4,0 L V8 Turbo        | 86    | + 17.000            |
| 23      | GTD Pro | 3   | Corvette Racing par Pratt Miller Motorsports | Antonio García Alexander Sims           | Corvette Z06 GT3.R                      | 57    | + 29 Tours          |
| 23      | GTD Pro | 3   | Corvette Racing par Pratt Miller Motorsports | Antonio García Alexander Sims           | Chevrolet LT6 5,5 L V8 Atmo             | 57    | + 29 Tours          |

## Pole position et record du tour
- Pole position :
- Meilleur tour en course :

## À noter
- Longueur du circuit : 4
- Distance parcourue par les vainqueurs : 4